# Peter Joerres
Peter Joerres (* 29. Juli 1837 in Weiden; † 1. April 1915 in Ahrweiler, Rheinland-Pfalz) war ein deutscher Historiker und Heimatforscher. Er ist Ehrenbürger der Stadt Ahrweiler.

## Biographie
Joerres war von 1861 bis 1902 Leiter der Bürgerschule. 1908 gründete er das Ahrgau-Museum in Ahrweiler. Er ist Namensgeber für das Peter-Joerres-Gymnasium in Bad Neuenahr-Ahrweiler.
Joerres war Mitarbeiter bei „Wetzer und Weltes Kirchenlexikon“ (Herder), bei den „Rheinischen Geschichtsblättern. Zeitschrift für Geschichte, Sprache und Altertümer des Mittel- und Niederrheins“ und seit 1886 bei den „Bonner Jahrbüchern“. Außerdem war er 1893 Herausgeber und Bearbeiter des „Urkunden-Buchs des Stiftes St. Gereon zu Köln“ mit bis dahin ungedruckten Quellen. Er publizierte Schriften zur (Regional-)Geschichte.

## Publikationen
- Sparren, Spähne und Splitter von Sprache, Sprüchen und Spielen aufgelesen im Ahrthal. Plachner, Ahrweiler 1888. (Online-Ausgabe dilibri Rheinland-Pfalz)
- (Hrsg.): Urkunden-Buch des Stiftes St. Gereon zu Köln. Hanstein, Bonn 1893.
- Die deutschen und besonders die rheinischen Ortsnamen, welche die Elemente West oder Wüst oder ähnliche enthalten. In: Rheinische Geschichtsblätter. Band 1. Hanstein, Bonn 1894.